# Три мушкетери (фільм, 1939)
«Три мушкетери» — музична комедія 1939 року, екранізація роману Александра Дюми «Три мушкетери» 1844 року, знята режисером Аланом Дваном і з Доном Амічі у ролі д'Артаньяна, а також братами Рітц, як його боягузливі помічники. Хоча фільм можна знайти в Інтернеті, він мав оригінальне повідомлення про авторські права та продовження.

## Актори
- Дон Амічі — д'Артаньян
- Брати Рітц у ролі трьох лакеїв
- Бінні Барнс — міледі де Вінтер
- Глорія Стюарт в ролі королеви Анни
- Полін Мур — леді Констанс
- Йозеф Шильдкраут — король Людовик XIII
- Джон Керрадайн у ролі Наво
- Лайонел Етвілл — де Рошфор
- Майлз Мендер — кардинал Рішельє
- Дуглас Дамбрілль як Атос (в титрах Douglas Dumbrille)
- Джон «Дасті» Кінг — Араміс (як Джон Кінг)
- Рассел Хікс у ролі Портоса
- Грегорі Гей — Вітрей
- Лестер Метьюз — герцог Бекінгемський
- Егон Брехер — орендодавець
- Мороні Олсен — судовий виконавець
- Жорж Ренаван — капітан Феджон
- К. Монтегю Шоу — капітан корабля (в титрах Монтегю Шоу)

## Пісні
Музика: Семюел Покрасс, слова: Волтер Буллок.
- Пісня д'Артаньяна (Vara-vara-vara), Don Ameche.
- Курячий суп, брати Рітц.
- Вуаля, брати Рітц.
- Моя леді, Дон Амеч.

## Відгуки критиків
Френк Нуджент, критик New York Times, писав: «Це не дзижчання у ваших вухах, яке ви чули; це Дюма, який обертається в могилі, коли брати Рітц грають його «Трьох мушкетерів»... Це здається іронією, що перша спроба пана Занука благовійно поставитися до класики — в усіх відношеннях, окрім участі в цьому Рітців — має бути заборонена самою пошаною до класики. І що його серйозні зусилля надто часто виявляються бурлеском».
В епізоді Leave it to Beaver, «The Book Report» (1963), молодий Бівер Клівер потрапляє в неприємності у школі, коли йому доручають написати книжковий звіт про роман Дюми, але замість того, щоб зробити домашнє завдання та прочитати його, просто дивиться фільм по телебаченню і базує свій звіт на комедійних сценах у фільмі та дивних витівках братів Рітц.

## Зовнішні посилання
- The Three Musketeers на сайті IMDb (англ.)
- The Three Musketeers на TCM Movie Database (англ.)
- The Three Musketeers на сайті AllMovie (англ.)
- The Three Musketeers на сайті American Film Institute Catalog[en] (англ.)